# Nanyang Commercial Bank
 (septembre 2024).
Si vous disposez d'ouvrages ou d'articles de référence ou si vous connaissez des sites web de qualité traitant du thème abordé ici, merci de compléter l'article en donnant les références utiles à sa vérifiabilité et en les liant à la section « Notes et références ».

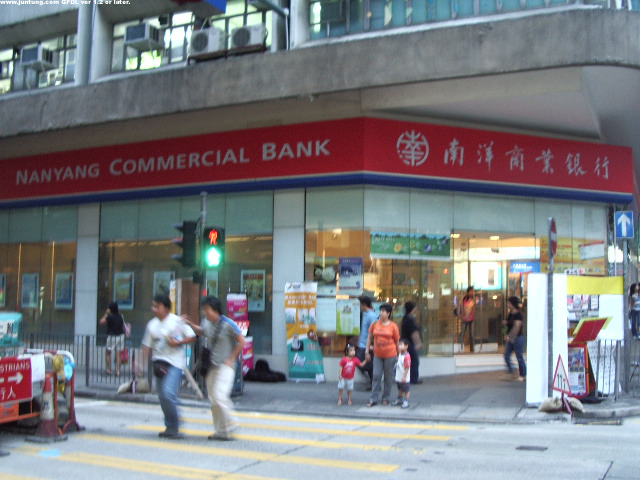
Agence de la Nanyang Commercial Bank a Kennedy Town, Hong Kong

La Nanyang Commercial Bank (chinois : 南洋商業銀行) est une banque basée à Hong Kong et une filiale détenue à 100 % par BOCHK, disposant de 41 succursales. 

## Historique
En 1950, la Nanyang Commercial Bank a été fondée à Hong Kong.
En 2007, elle a repris les activités de la BOCHK en République populaire de Chine, pour les individuels comme pour les entreprises.

## Description
Nanyang cible les clients professionnels, en particulier les PME. Elle est également très appréciée parmi les communautés chinoises à l’outremer, en particulier en Asie du Sud-Est.  Elle dépend de la BOCHK pour ses activités de trésorerie et son support Informatique. 